# Henri Laame
Henri Joseph Gedein Laame (Mons, 31 de enero de 1891-Schaarbeek, 21 de agosto de 1966) fue un jinete belga que compitió en la modalidad de salto ecuestre. Participó en dos Juegos Olímpicos de Verano en los años 1920 y 1928, obteniendo una medalla de plata en Amberes 1920, en la prueba por equipos.

## Palmarés internacional
| Juegos Olímpicos | Juegos Olímpicos  | Juegos Olímpicos | Juegos Olímpicos |
| Año              | Lugar             | Medalla          | Categoría        |
| ---------------- | ----------------- | ---------------- | ---------------- |
| 1920             | Amberes (Bélgica) | Medalla de plata | Por equipos      |